# Helicopsyche zealandica
Helicopsyche zealandica är en nattsländeart som beskrevs av Hudson 1904. Helicopsyche zealandica ingår i släktet Helicopsyche och familjen Helicopsychidae. Inga underarter finns listade i Catalogue of Life.